# Илюха, Ольга Павловна
Ольга Павловна Илюха (род. 10 июня 1960, Петрозаводск) — российский историк, доктор исторических наук (2011), директор Института языка, литературы и истории Карельского научного центра РАН (с 2015 года). Ведущий научный сотрудник Сектора истории Института языка, литературы и истории КарНЦ РАН.
Область научных интересов: социальная история, историческая антропология, история детства и повседневности, этническая история коренных народов республики.

## Биография
В 1982 г. окончила Петрозаводский государственный университет.
В 1987 г. окончила аспирантуру Ленинградского отделения Института истории СССР АН СССР (научный руководитель — чл.-корр. АН СССР В. А. Шишкин).
В 1988 г. там же защитила кандидатскую диссертацию.
С 1988 г. работает в ИЯЛИ КарНЦ РАН.
В 2011 г. защитила докторскую диссертацию в Санкт-Петербургском институте истории РАН.
В 2015 году возглавила Институт языка, литературы и истории Карельского научного центра РАН.